# ユア・マイ・ラヴ
「ユア・マイ・ラヴ」は、日本の歌手長山洋子のアイドル歌手時代にリリースされた9枚目のシングル。発売日は1987年3月5日。

## 解説
- 表題曲「ユア・マイ・ラヴ」は、ドイツの女性シンガー パティ・ライアン (en:Patty Ryan) が、1986年にシングルとしてリリースした「You're My Love, You're My Life」[2]のカバー曲。

- B面曲「ミスター・マンデー」は、カナダ出身の男女混声バンド オリジナル・キャスト (en:The Original Caste) が1970年にシングルとして発表した「Mr. Monday」[3]のカバー曲で、長山の他にアン・ルイスもアルバム『Dri夢・X-T-C』収録曲としてカバーしている。

- 楽曲について、長山本人はこのようにコメントしている。

「アルバム『ヴィーナス』を録った直後のレコーディング。だから連日ディスコビートの中で生活してて、そのままこの曲に突入したって感じ。ノリは充分だったの。でも本当に難しかった。サビが同じフレーズのくり返しでしょ。ちょっと油断するとメロディーが単調になっちゃうの。どんな風に歌おうか本当に悩みました。でもこの歌を歌ったことで、自分の歌に対して自信みたいなものが少し生まれたように思います。」 ―― ベスト・アルバム『New Yoko Times』(ニューヨーコ・タイムス) のライナーノートより。
- 前作「ヴィーナス」に続き、本作もオリコンチャートトップ10入り（8位）を果たした。[4]

- 売上枚数は、約9.3万枚。

## 収録曲
1. ユア・マイ・ラヴ (You're My Love, You're My Life)　(4:50)
作詞：Candee Hire / 作曲：Gerd Rochel / 日本語詞：篠原仁志 / 編曲：西平彰
2. ミスター・マンデー (Mr. Monday)　(3:56)
作詞・作曲：Dennis Lambert, Brian Potter / 日本語詞：篠原仁志 / 編曲：鷺巣詩郎